# شوتاوار
شوتاوار (به لاتین: Şotavar) یک منطقه مسکونی در جمهوری آذربایجان است که در شهرستان قاخ واقع شده است. شوتاوار ۱۰۰۸ نفر جمعیت دارد.